# Charles Napier Hemy
Pour les articles homonymes, voir Napier.
Cet article possède un paronyme, voir Charles Napier.
Charles Napier Hemy, né le 24 mai 1841 à Newcastle upon Tyne (Angleterre) et mort le 30 septembre 1917 à Falmouth, dans les Cornouailles (Angleterre), est un peintre britannique, connu pour ses marines et ses tableaux conservés dans les collections de la Tate.

## Biographie

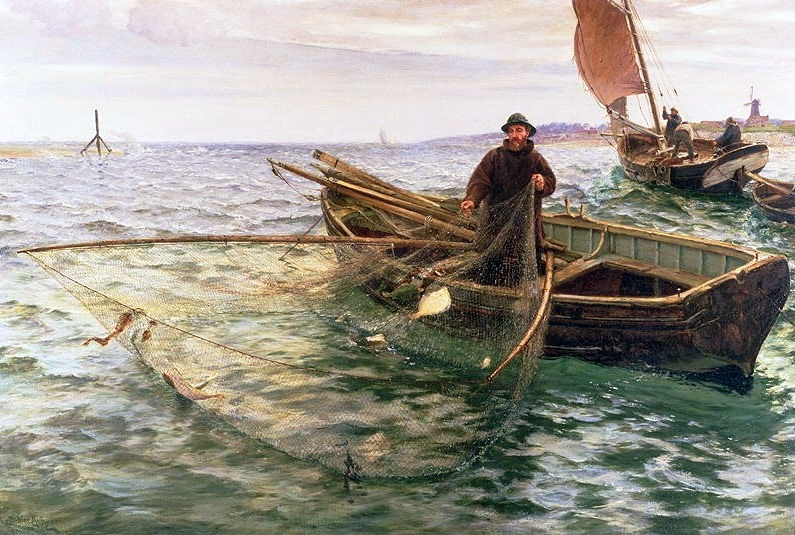
Les pêcheurs (The Fisherman) de 1888

Charles Napier Hemy est membre de la Royal Academy.